# 송미령
송미령(宋美玲, 1967년~)은 한국농촌경제연구원 출신의 제67대 농림축산식품부 장관이다.

## 학력
- 창덕여자고등학교 졸업
- 이화여자대학교 정치외교학 학사
- 서울대학교 환경대학원 도시계획학 석사
- 서울대학교 행정대학원 행정학 박사

## 경력
송미령은 박사 학위 취득 후 한국농촌경제연구원(KREI)에 입사, 지역개발팀장, 농촌정책연구부장, 부원장을 거쳐 2016년부터 농업관측센터장을 맡았다. 2023년부터 윤석열 정부에서 농림축산식품부 장관을 맡았으며, 이후 출범한 국민주권정부에서 유임되었다. 2025년 6월, 강훈식 대통령 비서실장은 "기후 변화에 따른 농업의 변화와 지방 소멸 등을 연속성 있게 대응할 것으로 기대한다"며 "송 장관 유임은 보수와 진보 구분 없이 기회를 부여하고 성과와 실력으로서 판단하겠다는 것으로 이재명 정부의 국정철학인 실용주의에 기반한 인선"이라고 유임의 배경을 설명했다.
- 1997년 7월~2013년 7월: 한국농촌경제연구원 책임연구원·연구위원
- 2013년 7월~2014년 2월: 한국농촌경제연구원 농촌정책연구부 부장
- 2014년 2월~2015년 2월: 한국농촌경제연구원 기획조정실장
- 2015년 4월~2016년 7월: 한국농촌경제연구원 부원장
- 2016년 7월~2016년 8월: 한국농촌경제연구원 농업관측센터장
- 2016년 9월~2017년 2월: 한국농촌경제연구원 농업관측본부장
- 2017년 2월~2020년 1월: 한국농촌경제연구원 농업농촌정책연구본부장
- 2020년 2월~2023년 5월:	한국농촌경제연구원 농업농촌발전연구부 선임연구위원·균형발전연구단장
- 2023년 6월~2023년 12월: 한국농촌경제연구원 농촌환경연구본부 선임연구위원
- 2023년 12월~: 농림축산식품부 장관
- 2023년 12월~: 대통령 직속 국가지식재산위원회 당연직 위원
- 2023년 12월~: 대통령 직속 지방시대위원회 당연직위원